# اريك فينكلر
اريك فينكلر هو سياسي كندي، ولد في 13 فبراير 1920 في كندا، وتوفي بنفس المكان في 18 مارس 1995. حزبياً، نشط في حزب أونتاريو المحافظ التقدمي والحزب الكندي التقدمي المحافظ. وقد انتخب عضو برلمان مقاطعة أونتاريو وانتخب عضو مجلس العموم الكندي.